# بيفل كوتشيروف
بيفل كوتشيروف (بالهولندية: Pavel Kucherov)‏ (بالروسية: Кучеров, Павел Владимирович)‏ هو مدرب كرة قدم ولاعب كرة قدم هولندي وروسي في مركز الدفاع، ولد في 18 أغسطس 1964 في سمولينسك في روسيا. لعب مع إسكرا سمولينسك ‏.